# 采拉-梅利斯
采拉-梅利斯（德語：Zella-Mehlis，發音：[ˈtsɛla ˈmeːlɪs]）是德国图林根州施马尔卡尔登-迈宁根县的城市，面积52.99平方千米，2023年12月31日人口为12,445人。2019年1月1日，市镇本斯豪森并入采拉-梅利斯。